# 300: March to Glory
300: March to Glory est un jeu vidéo de type hack 'n' slash développé par Collision Studios et édité par Warner Bros. Games, sorti en 2007 sur PlayStation Portable.
Il est adapté du film 300 lui-même adapté du comics du même nom de Frank Miller.